# Francisca Guarch Folch
Francisca Guarch Folch (Castellfort, 1857 - 30 de desembre del 1903) va ser una voluntària carlina coneguda com l'heroïna de Castellfort que, fent-se passar per home, lluità amb les forces del capitost empordanès Barrancot durant la tercera guerra carlina a Catalunya.

## Biografia
Coneguda entre els seus companys com el valencianet, donà proves de gran valor i lleialtat a la causa fins que, localitzada pel seu pare a Prats de Lluçanès, fou forçada a deixar les armes i refugiar-se a França. Més tard, Doña Blanca la condecorà a Borredà. L'episodi va ser recollit per la mateixa Infanta Maria de les Neus de Bragança a les seves memòries, així com en les del novel·lista i pintor Marià Vayreda, que en fou company d'armes.
La llegenda refereix que protagonitzà diversos fets heroics en el camp de batalla, que va afusellar un criminal presoner i que arribà a festejar un parell de dones a Amer.
No és res estrany que, pel seu esperit aventurer, i com assenyalen algunes fonts, participara en la conspiració de Badalona de 1900.